# 天才劇団バカバッカ
天才劇団バカバッカ（てんさいげきだんバカバッカ）は、日本の劇団。2009年10月結成、東京を中心に活動している。

## 概要
座長は、国民的アニメ「ドラえもん」でジャイアン役を務める声優・木村昴。老若男女に届けるべく「わかってても笑える。わかってても泣ける。」をテーマに掲げ、日本では珍しい多人種多国籍多言語で構成する「無国籍コメディ」を上演している。Vol.17「COLORS」では結成以来最多の観客動員数となる２５００人を記録し注目を浴びはじめている。ちなみに、『天才劇団バカバッカ』の名付け親は、声優の関智一氏（スネ夫役を務めている声優）である。
余談だが、旗揚げ当初の劇団名は「TEAM マッシュルームカット」だった。木村ともう1人の劇団員と2人で旗揚げ公演を企画し、木村が関に劇団名の相談をしていたが、名前が決まらないまま劇場への提出期限を迎えてしまう。取り急ぎ決めたものの納得いかなかった為、現在の劇団名へ変更。
木村昴が2023年3月31日、自身のツイッターを更新し、劇団バカバッカの活動に幕を下ろすことを報告した。

## 劇団員

### 役者
- 木村昴（座長）
- レノ聡（副座長）
- 野村龍一
- 赤間直哉
- 津賀保乃
- うみぐちうみ
- 平井杏奈

### スタッフ
- 田口慧（衣装）
- 柴山修平（デザイン）
- 松澤延拓（映像）

## 本公演

### 2009年
- 10月30日～11月1日

Vol.1『40％』　新宿サニーサイドシアター　※旗揚げ公演

### 2010年
- 5月13日～16日

Vol.2『発砲事件。』　荻窪メガバックスシアター
- 10月22日～24日

Vol.3『いんしつ』　明石スタジオ

### 2011年
- 2月10日～13日

Vol.4『このヨル、あけないで』　明石スタジオ
- 5月25日～29日

Vol.5『欲しけりゃくれてやる』　劇場MOMO
- 12月21～25日

Vol.6『マイリトルシスター』　萬劇場

### 2012年
- 3月21日～25日

Vol.7『センス・オブ・ワンダー』　テアトルBONBON
- 8月5日～9日

Vol.8『ファミリー・ウォーズ』　ザ・ポケット
- 12月5日～9日

Vol.9『トラベラー』　シアターグリーン Big Tree Theater

### 2013年
- 4月18日～29日

Vol.10『ウェルカム・ホーム』　テアトルBONBON
- 7月31日～8月4日

Vol.11『タイム・アフター・タイム』　ザ・ポケット
- 12月11日～15日

Vol.12『ザ・ランド・オブ・レインボウズ』　六行会ホール

### 2014年
- 4月9日～13日

Vol.13『POLYMPIC TOKYO!』　吉祥寺シアター
- 7月24日～27日

Vol.14『グッドモーニング、アイスパーソン』　東京芸術劇場 シアターウエスト

### 2015年
- 3月11日〜17日

Vol.15『ハッピー・ウェディング！』　六行会ホール
- 12月9日～13日

Vol.16『ホテル・プラチナアイランド』　六行会ホール

### 2016年
- 6月10日～19日

Vol.17『COLORS』 吉祥寺シアター
- 11月16日～27日

Vol.18『DADDY WHO?再演』 サンモールスタジオ

### 2017年
- 6月3日～4日

初ツアー公演『DADDY WHO? in 名古屋』 青少年文化センター・アートピアホール

### 2018年
- 2月23日～3月4日

Vol.19『BADASS PSY-KICKS! バッドアス サイキックス』 六行会ホール
- 10月31日〜11月4日

Vol.20『GOD’S AND DEATH』 ラゾーナ川崎プラザソル

### 2019年
- 10月10日〜14日

10周年記念公演Vol.21『DAWN DAWGS 〜朝焼けの旅路〜』 こくみん共済 coop ホール／スペース・ゼロ

### 2020年
- 10月28日〜11月3日

Vol.22『ヴァンダフルワールド』 こくみん共済 coop ホール／スペース・ゼロ

## 番外公演

### 2011年
- 8月26日～8月28日

Vol.1『ひーろー』～天才劇団バカバッカ×AKATUSKI Projectコラボ公演 "PLAY for Japan"～　明石スタジオ
- 10月4日～10月9日

Vol.2『Birthday』～藝術劇団バカバッカ BAKA meets ART～　Gallery LE DECO

### 2015年
- 8月26日～9月13日

Vol.3 『DADDY WHO?』　（テアトルBONBON）